# Врабле
Вра́бле (словац. Vráble, угор. Verebély) — виноробне містечко, громада в окрузі Нітра, Нітранський край, південно-західна Словаччина. Розташоване на річці Житава за 15 км на південний схід від міста Нітра. Населення близько 9,5 тис. осіб.

## Географія
Місто складається з 3 частин: власне Врабле, і колишні села Дичка та Горни Огай (обоє додані 1975). Протікають річки Широчина і Ковачовський потік.

## Історія
Перша письмова згадка про Врабле датується 1265 роком. В середні віки тут існувала фортеця Фідвар.

## Населення
| Рік:            | 1994. | 2004.   | 2014.   | 2024.   |
| --------------- | ----- | ------- | ------- | ------- |
| Кількість осіб: | 9653  | 9470    | 8804    | 8262    |
| Різниця:        |       | -1,89 % | -7,03 % | -6,15 % |

| Рік:            | 2023. | 2024.   |
| --------------- | ----- | ------- |
| Кількість осіб: | 8323  | 8262    |
| Різниця:        |       | -0,73 % |

### Етнічний склад населення
- Словаки – 93,32 %
- Угорці — 4,69 %
- Цигани — 0,78 %
- Чехи — 0,55 %
- Українці — 0,04 %

### Релігійний склад населення
- римо-католики — 88,41 %
- атеїсти — 8,53 %
- протестанти — 0,69 %
- греко-католики — 0,19 %
- православні — 0,02 %

## Пам'ятки
- Готичний прихідський костел

## Міста-побратими
- Франція — Андує
- Угорщина — Чурго
- Сербія — Нова Варош